# 824

سنة 824 كانت سنة كبيسة تبدأ يوم الجمعة (سوف يظهر الرابط التقويم الكامل للعام) حسب التقويم اليولياني.

## مواليد
- الترمذي - أحد رواة الحديث النبوي.
- ابن ماجة - أحد رواة الحديث النبوي.

## وفيات
- معمر بن المثنى.